# Гней Корнелий Косс (военный трибун 414 года до н. э.)
Гней Корнелий Косс (лат.  Gnaeus Cornelius Cossus; V век до н. э.) — римский политический деятель из патрицианского рода Корнелиев, военный трибун с консульской властью 414 года до н. э., консул 409 года до н. э.

## Биография
В 414 году до н. э. Гней Корнелий был одним из четырёх военных трибунов. Его коллегу Публия Постумия Альбина Региллена убили собственные солдаты, после чего был назначен интеррекс.
В 409 году до н. э. Гней Корнелий стал консулом вместе с Луцием Фурием Медуллином. Это консульство было отмечено очередной победой плебеев: они впервые смогли выбрать квесторов из своей среды. В войне с эквами в том же году командовали, по разным сведениям, или оба консула, или какой-то один; римляне не смогли отбить у эквов Карвент, но зато взяли Верругину, которую до этого контролировали вольски. Исследователи не уверены в том, что все эти детали не были выдуманы анналистами